# Édouard-Léon Scott de Martinville
Édouard-Léon Scott de Martinville (Parigi, 25 aprile 1817 – Parigi, 26 aprile 1879) è stato un editore e libraio francese.
Inventò il primo registratore di suoni, il fonautografo, che venne brevettato in Francia il 25 marzo 1857.

## Biografia
La famiglia Scott de Martinville era di estrazione nobile e proveniva dalla Scozia; si trasferì in Bretagna nel XVII secolo e venne riconosciuta di alta estrazione già da un atto del 1671. Stampatore di professione, ebbe la possibilità di leggere i resoconti delle ultime scoperte scientifiche e finì col diventare un inventore. Scott de Martinville era interessato a registrare il suono della voce umana in un modo simile a quello ottenuto con l'allora nuova tecnologia della fotografia per la luce e l'immagine. Sperava di una forma di stenografia in grado di registrare l'intera conversazione, senza omissioni. Il suo primo interesse si indirizzò ad una nuova forma di stenografia e fu autore di diversi articoli sulla stenografia e una storia della stessa (1849).

## Fonautografo

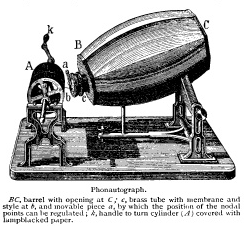
Illustrazione di un fonautografo. Il barile era fatto di intonaco.

Dal 1854 fu affascinato dall'idea di un mezzo meccanico che potesse trascrivere i suoni vocalici. Mentre revisionava alcune incisioni per un libro di testo di fisica si imbatté in disegni di anatomia uditiva. Cercò di imitare il funzionamento dell'orecchio tramite un dispositivo meccanico, sostituendo una membrana elastica al timpano, una serie di leve per gli ossicini, che avrebbero dovuto comandare uno stilo al fine di scrivere su carta, legno o una superficie di vetro coperta di nerofumo. Il 26 gennaio 1857, consegnò il suo progetto in busta chiusa all'Accademia di Francia. Il 25 marzo 1857, ricevette il brevetto francese #17,897/31,470 per il fonautografo.
L'apparecchio utilizzava un corno, per raccogliere il suono, collegato ad un diaframma che faceva vibrare una setola rigida che registrava un'immagine su un cilindro a manovella patinato di nerofumo. Scott realizzò diversi dispositivi con l'aiuto del costruttore di strumenti acustici Rudolph Koenig. A differenza della successiva invenzione di Edison del 1877, il fonografo, il fonautografo creava solo immagini visive del suono e non aveva la possibilità di riprodurre le registrazioni. Il dispositivo di Scott de Martinville venne utilizzato solo per le indagini scientifiche sulle onde sonore.
Scott de Martinville riuscì a vendere il suo apparecchio a diversi laboratori scientifici per l'utilizzo nelle indagini sul suono. Esso si rivelò utile nello studio dei suoni vocalici e fu usato da Franciscus Donders, Heinrich Schneebeli e Rene Marage. Avviò inoltre altre ricerche sugli strumenti in grado di creare delle immagini dei suoni come la fiamma manometrica di Koenig. Non fu tuttavia in grado di trarre profitto dalla sua invenzione e trascorse il resto della sua vita come bibliotecario e libraio al 9 di rue Vivienne a Parigi.
Scott de Martinville si interessò anche al rapporto tra la linguistica, i nomi delle persone e il loro carattere e pubblicò un documento sul tema nel 1857.

## Riscoperta della registrazione diAu clair de la lune
Nel 2008 il New York Times riportò la notizia del ritrovamento di un fonoautogramma del 9 aprile 1860.  L'annuncio della scoperta fu accompagnato dalla notizia che la registrazione era riproducibile — "convertendo degli scarabocchi su carta in suono — grazie all'opera di alcuni scienziati del Lawrence Berkeley National Laboratory a Berkeley in California."  Il fonautogramma era una delle registrazioni realizzate da Leon Scott a Parigi e andate smarrite per lungo tempo; essa venne processata attraverso sofisticati programmi di computer, sviluppati alcuni anni prima dalla Biblioteca del Congresso.
La registrazione era un frammento di una decina di secondi di un cantante, originariamente ritenuta la figlia dell'inventore, prima che fosse stato scoperto che la registrazione era stata eseguita al doppio della velocità normale ed era probabilmente la voce stessa dell'inventore, che cantava la canzone popolare francese Au clair de la lune. Questo fonautogramma è oggi la prima documentazione nota della registrazione di musica e della voce umana, precedente di ventotto anni, rispetto alla precedentemente nota registrazione di Edison di un coro di Händel dall'oratorio Israele in Egitto, realizzata nel 1888.
È stato poi rinvenuto un altro fonautogramma di Scott de Martinville contenente la registrazione dei primi versi del dramma pastorale Aminta di Torquato Tasso. Registrato intorno al 1860, probabilmente dopo la registrazione di Au Clair de la Lune, questo fonautogramma è la prima registrazione nota di una voce umana che può essere riascoltata. Delle registrazioni precedenti, realizzate nel 1857, contengono la voce di Scott ma sono indecifrabili a causa della non uniformità della velocità di registrazione.
Esiste una leggenda metropolitana che una registrazione era stata fatta da Abraham Lincoln, supponendo che abbia usato un fonautografo di Scott a Washington nel 1863. La leggenda sostiene che una registrazione della voce di Lincoln, realizzata con il fonautografo, era presumibilmente compresa tra i reperti conservati da Edison. Secondo i ricercatori FirstSounds.org, Scott non si recò negli Stati Uniti nel corso degli anni 1860.
I fonautogrammi di Scott de Martinville sono stati selezionati dalla Library of Congress come un'aggiunta del 2010 al National Recording Registry, che seleziona annualmente delle registrazioni  "culturalmente, storicamente o esteticamente significative".

## Pubblicazioni
- Jugement d'un ouvrier sur les romans et les feuilletons à l'occasion de Ferrand et Mariette (1847)
- Histoire de la sténographie depuis les temps anciens jusqu'à nos jours (1849)
- Les Noms de baptême et les prénoms (1857)
- Fixation graphique de la voix (1857)
- Notice sur la vie et les travaux de M. Adolphe-Noël Desvergers
- Essai de classification méthodique et synoptique des romans de chevalerie inédits et publiés. Premier appendice au catalogue raisonné des livres de la bibliothèque de M. Ambroise Firmin-Didot (1870)
- Le Problème de la parole s'écrivant elle-même. La France, l'Amérique (1878)